# アンゲラ・メルケル
アンゲラ・ドロテア・メルケル（ドイツ語: Angela Dorothea Merkel、出生名：アンゲラ・ドロテア・カスナー／Angela Dorothea Kasner、1954年7月17日 - ）は、ドイツの元政治家。
同国第8代連邦首相（在任: 2005年11月22日 - 2021年12月8日、キリスト教民主同盟（CDU）第7代党首（在任: 2000年4月 - 2018年12月）を務めた。
ドイツ史上初の女性首相である。ユーロ危機、クリミア危機などでの外交対応や、ドイツの経済成長・健全財政の維持などを行い、16年の長期政権を築いた。
2015年の難民危機では、積極的な難民受け入れ政策が一部から評価されたが、国内では100万人超の難民殺到による犯罪が度々発生し国民の難民政策批判が高まり、2017年ドイツ連邦議会選挙で極右政党の躍進や地方選挙での連立与党連敗を招いたため、2018年に任期限りでの政界引退を表明した。
2020年以降のCOVID-19の対応で、一転して求心力を回復。2021年9月の連邦議会選挙と、その後の新政権の発足をもって2021年12月8日に連邦首相を退任した。
首相在任期間は5860日で、最長のヘルムート・コールに10日及ばなかった。

## 来歴

### 生い立ち
父系はポーランドにさかのぼる。帝政ドイツ時代の1896年にポズナン（ドイツ語ポーゼン）で生まれたポーランド人である祖父ルドヴィク・カジュミェルチャクが第一次世界大戦でドイツ軍に徴兵され、戦後に除隊したのちベルリンに定住、グダンスク（ドイツ語の表記ではダンツィヒ）出身のカシューブ人ヘルリント・イェンツシュと結婚、長男のホルストが4歳のときの1930年に姓を「カジュミェルチャク」（Kaźmierczak）から「カスナー」（Kasner）に変更した。この祖父ルドヴィク（ドイツ語の発音ではルートヴィヒ）はルター派プロテスタントだった。
アンゲラはハンブルクで生まれた。父ホルストがベルリン＝ブランデンブルク福音主義教会（現ベルリン＝ブランデンブルク＝シュレージシェ・オーバーラウジッツ福音主義教会）の牧師として東ドイツに赴任することになり、生後数週間のアンゲラは1954年に両親と共に東ドイツへ移住する。母はラテン語と英語の教師であった。東ドイツでは教会は反政府勢力の拠点であったが、カスナーは政府に「進歩的勢力」と見られていた会派の所属で危険視されておらず、西側諸国へ海外旅行できる特権も与えられていた。東ドイツで弟1人と妹2人が生まれる。

### 物理学者
学校時代は付き合いは良いが、目立たない生徒であったという。成績は非常に優秀で、中学校時代の全科目の平均評価は1.0（最高）であり、特にロシア語と数学に優れていた。家が宗教家のため加入義務はなかったが、ドイツ社会主義統一党 (SED) の下部組織である自由ドイツ青年団 (FDJ) に属していた。1973年にカールマルクス・ライプツィヒ大学（現ライプツィヒ大学）に入学、物理学を専攻する。彼女はこのころポーランドへの長期自転車旅行に出かけている。
在学中の1977年に同窓のウルリッヒ・メルケルと結婚。現在の姓は彼に由来するものである。しかし、この結婚生活は4年で終わった。1978年、優良の成績で卒業、東ベルリンにある科学アカデミーに就職し、理論物理学を研究する。ここで現在の夫ヨアヒム・ザウアーと出会うが、2人が結婚するのはずっと後の1998年である。1986年、博士論文を提出して博士号 (Dr. rer. nat.) を取得。物理学者として分析化学に配置転換となる。同年初めて西ドイツを旅行。これは審査で国家に忠実とみなされた者にのみ許される権利だった。この頃の彼女に政治活動は見られず、SED党員でもなく反政府活動もしていなかった。

### ベルリンの壁崩壊
1989年11月9日、夕方のテレビニュースで出国のビザ規制が大幅に緩和されることを知った。だが母親に電話しただけで夜にサウナに出かけ、自宅に戻って来て大騒ぎになっていることに気づいて、友人とともにボルンホルム通りの検問所に行った。国境ゲートが開いた後に歓呼の中で、西へなだれ込む人波とともに西ベルリンに初めて足を踏み入れた。ようやく西に入った彼女はハンブルクに住む叔母に公衆電話から電話しようとしたが、公衆電話が見つからず諦めたところに、見ず知らずの西ベルリンの人の一家と出会い、その人の家から叔母に電話を掛けさせてもらった。その後、集まっていた一団で西ベルリンの繁華街クーダムに行こうということになったが、彼女は断り東へ戻った。後に「ここまでやって来たことだけで、私にとっては大変なことでした。」と回想している。この日まで普通の一般人であったメルケルの人生は、このベルリンの壁崩壊で劇的に変わった。

### 政界へ

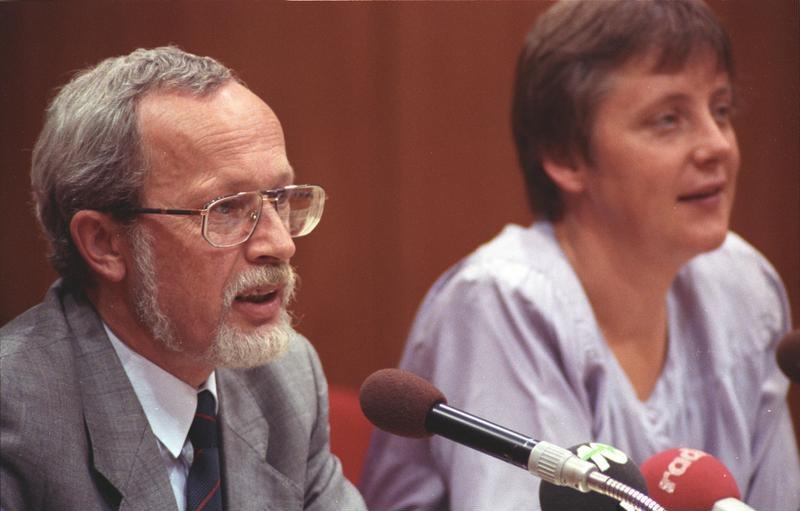
東ドイツ政府副報道官時代のメルケル。左はロタール・デメジエール首相。1990年8月

ベルリンの壁が崩壊した後に、先行きが不安になった科学アカデミーを辞職し、「民主主義の出発」の結党メンバーになる。同党では報道官を務めた。1990年に東ドイツで行われた最初にして最後の自由選挙でこの党はCDU（西ドイツのCDUとは別組織。但し、同名の両党は再統一後合流した）と政党連合を組んでいたため、東ドイツ最後のロタール・デメジエール政権で副報道官に就任した。ドイツ再統一直前に西ドイツCDU党大会に出席し、党首で西ドイツ首相のヘルムート・コールに初めて出会う。10月3日の統一後CDUに入党し、1990年12月2日の連邦議会選挙で故郷メクレンブルク＝フォアポンメルン州から出馬して初当選。
初当選議員ながら、第4次コール政権の女性・青少年問題相に抜擢され、1991年1月18日に就任。ブランデンブルク州の党支部代表を目指すが、党内基盤が全くなかったため落選。しかしシュタージへの協力という過去が明るみに出たデメジエールの辞任を受け、後任のCDUの連邦代表代理に就任した。次いで1993年には、ついにメクレンブルク＝フォアポンメルン州の党支部代表に就任した。1994年10月の連邦議会選挙により成立した第5次コール政権では環境・自然保護・原発保安担当大臣に就任。前任者クラウス・テプファーの環境保護政策は経済優先のCDU党内や連立相手の自由民主党 (FDP) に受けが悪かったが、メルケルは就任3か月目にテプファー以来の事務次官を更迭してこれに応えた。なお、東ドイツ時代の知人は彼女の政治思想から同盟90/緑の党に入党すると思っていたので、CDUへの参加に驚いたという。ちなみに彼女の母は統一後に社会民主党 (SPD) の熱心な支持者になり、牧師である父もCDU支持者ではないという。
1998年の連邦議会選挙で敗北を喫したコール政権が終幕を迎え、CDUは野党に転じる。コールの後を継いでCDU党首に就任したヴォルフガング・ショイブレの提案により、彼女は同党幹事長に就任。1999年11月に同党のコール政権時代のヤミ献金が発覚すると、メルケルはいち早く『フランクフルター・アルゲマイネ』紙に寄稿してコール元首相を批判、彼から距離を取ることを党員に訴えた（その後、コールとは和解している）。2000年2月にヤミ献金問題によりショイブレが辞任すると、4月の党大会で承認されCDU党首に就任した。

### CDU党首時代

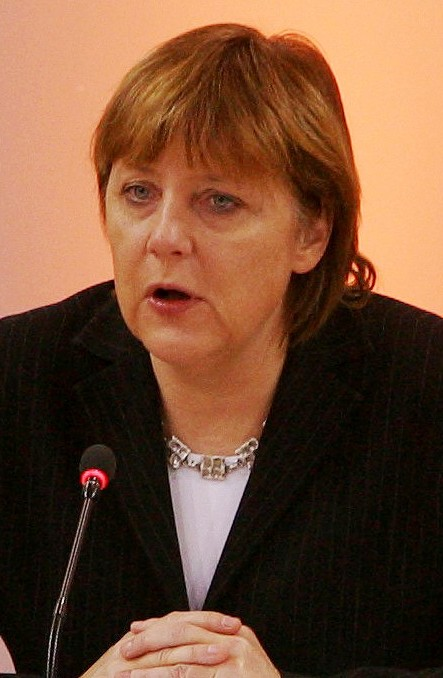
CDU党首時代（2004年）

党首と連邦議会議員団長というショイブレのポストは党首がメルケル、議員団長がフリードリヒ・メルツ財務担当と別々に引き継がれた。旧東独出身のプロテスタントかつ女性であり、しかも離婚歴のあるメルケルは、党内で「リベラル派」とみなされ、保守本流からは懐疑の目で見られていた。
トップのヤミ献金疑惑にショックを受けたCDUの地方党員・一般党員が、保守本流からは外れるメルケルを党首に押し上げた。実際のところ、州首相の経験もなく、連邦議会議員団長でもなかったメルケルは政界の出世コースからは外れており、党内権力基盤も弱かった。「コールのお嬢さん」(Kohls Mädchen) と呼ばれていたのがその証拠の一つで、内閣の旧東ドイツ出身者と、女性の割合を増やすための数合わせに過ぎないと当時は見られていた。
しかしメルケルは、その後着々と権力基盤を確実にしていく。2000年の時点で、保守本流を代表し将来の首相候補と嘱望されていたのは、1999年にSPDの強かった「赤いヘッセン州」で、ハンス・アイヒェル州首相を破ったローラント・コッホであったが、コッホが率いるヘッセン州CDU支部自体が、2000年にヤミ献金問題の直撃を受け、全国レベルで保守陣営を代表できなくなった。
2002年の総選挙でメルケルは、2大政党初の女性党首、初の東独出身候補として選挙を戦った。この選挙は惜敗に終わったものの、メルケルは選挙後にメルツ連邦議会議員団長からその地位を奪い取った。
国政でのSPDと同盟90/緑の党の連立与党の不人気にも助けられ、州政レベルでCDUはその後確実に政権を奪っていき、2004年にはホルスト・ケーラーを連邦大統領に当選させることに成功する。メルケルは以前のように一般党員、地方党員だけではなく、旧西独出身の保守本流の政治家達も一目置かざるを得ないやり手の政治家に成長した。
さらに2005年に入り、シュレースヴィヒ＝ホルシュタイン州とノルトライン＝ヴェストファーレン州での州議会選挙のCDU勝利により、シュレーダー首相の賭けで連邦議会選挙が前倒しで実施されることになった。メルケルは、この頃にはかつてのあだ名「コール（石炭 (Kohle) と発音が似ている）のお嬢さん」と引っかけて「鉄のお嬢さん」(Eisernes Mädchen) と呼ばれるようになった。
これは「鉄の女」と呼ばれた、マーガレット・サッチャー元イギリス首相にあやかっている。2人には、科学者出身・保守・女性政治家という複数の共通項があるためである。また Eisernes Mädchen のもう一つの意味は、中世の拷問用具である「鉄の処女」であり、メルケルが選挙戦で掲げていた、ラディカルなネオリベラル改革を左派陣営が揶揄してこう呼んだ。

### 首相就任

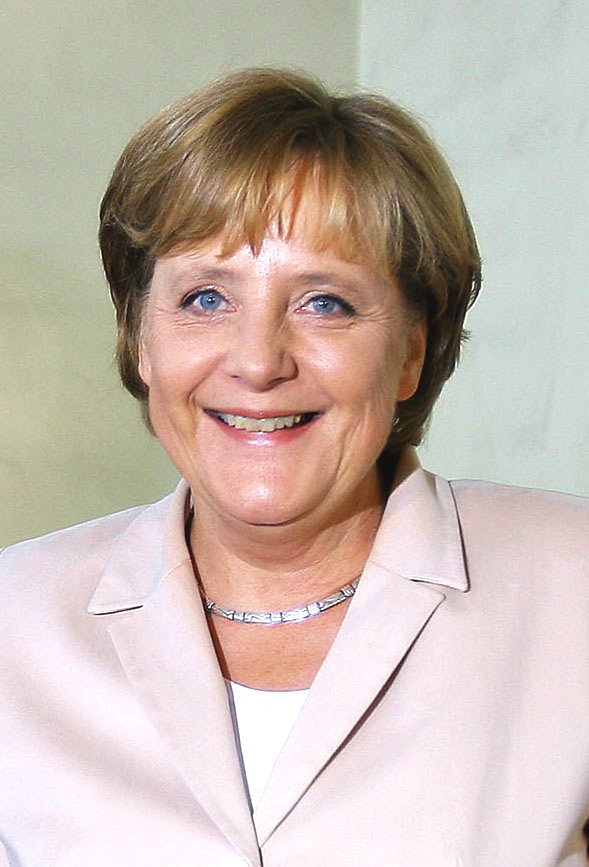
首相1期目（2007年）

2005年9月18日に行われた総選挙では、メルケル率いるCDUはゲアハルト・シュレーダー首相率いるSPD・緑の党連合に僅差で勝利した。しかし改選前より議席を22も減らしたために、FDPと合わせても過半数には届かず、緑の党との連立協議も不調に終わったことから、SPDとの大連立か再選挙以外に選択肢がなくなった。SPDと政権運営についての折衝が始まり、10月10日にCDUはSPDと大連立を組むことで大筋合意したが、CDUとSPDはわずか4議席差だったことから連立協議は難航した。最大の争点は誰が首相になるかで、CDUは第一党としてメルケルの首相就任を譲らず、SPDは「2年経ったらシュレーダーと交代」案を持ち出して首相の座に執着した。結局メルケルが首相に就任するのと引き換えに、16ある閣僚ポストのうち半数の8をSPDに譲るという妥協が成立。11月22日、メルケルは第8代連邦首相に就任した。51歳での就任は2024年現在、歴代最年少である。また二大政党が大連立を組むのは1966年 - 1969年のクルト・ゲオルク・キージンガー政権以来となった。
メルケル政権は発足当初から積極的な外交を展開して高支持率を記録。2006年3月の3州議会選挙でも勝利して、連立政権はひとまず順調なスタートを切った。ドイツは引き続きフランスと東ヨーロッパ諸国、特にロシアとの友好関係を継続し、将来的なトルコの欧州連合 (EU) 加盟も支援するが、前政権ほど積極的ではなかった。さらには中道左派の社会民主主義政党であるSPDと、中道右派の保守政党であるCDUでは政策綱領が大きく異なっていることは否めず、また財務大臣などの重要閣僚ポストをSPDへ譲ったこともあって、先送りされているメルケル政権の看板政策である雇用促進によるドイツ国内の雇用、年金制度の大幅な改革の実現、健康保険制度改革や法人税率改革などの内政面の課題の帰趨は不透明な状態で、今後どこまで両党が政策合意を重ねられるかが注目された。
2006年末、任期後半の目標として連邦制改革、官僚主義の打破、科学研究の振興、エネルギー政策、財政建て直し、家族政策（少子化対策）、労働・市場政策、そして最重要課題である健康保険制度改革の8点を掲げた。メルケルの政策には果断さはなく対処的なものではあるが、就任当初はその政策実行力を不安視されたものの、国民のみならず経済界や国外からも安定した支持を得ている。なおメルケルは、首相として初めて国民への政策説明にビデオ・ポッドキャストを使用している。
2007年前半のEU議長国、6月のドイツ・ハイリゲンダムでの主要国首脳会議（サミット）議長も無難にこなし、また二酸化炭素排出量削減など環境保護政策でもイニシアチヴを発揮している。同年8月29日に首相就任後初めて日本を訪れ、また9月23日にはドイツの首相として初めてダライ・ラマ14世を首相官邸に招いて会談し（会見したのはCDU党首時代以来2回目）、中華人民共和国政府の抗議を受けた。シュレーダー政権同様中国重視に変わりはないが、人権外交では一線を画し、シュレーダー政権が解禁しようとしたEUの対中武器輸出には反対の姿勢を示している。
2008年元日、テロリズム防止のため通信事業者に対する通信履歴保存義務を最初に導入した。これは、EU データ保存指令の実施のために、刑事訴訟法及び通信法を改正したものであった。この立法が官報に掲載された翌日に、3万人以上の原告が抽象的違憲審査訴訟を連邦憲法裁判所に提起した。原告らは、この立法が通信の秘密を脅かすと主張した。
また、この年メルケルはイスラエルを訪問し、イスラエル議会で演説をした。演説は、メルケルの母語であるドイツ語で行われたため、ドイツ語を聞くのは耐えられないとして議場を離れた議員もいた。

### 首相2期目

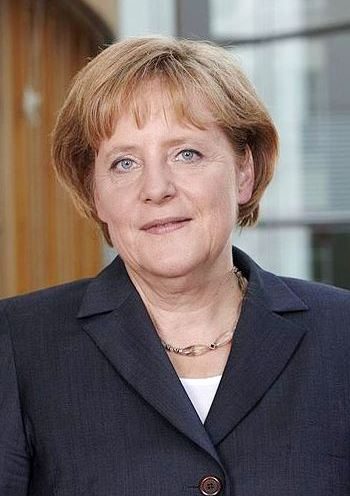
首相2期目（2009年）

2009年9月27日の総選挙でCDUが勝利。SPDとの大連立を解消し、新たにFDPと連立政権を樹立することで合意。10月28日に第2期政権が発足した。メルケル政権は、支持率60%を長らく維持していた。しかし2010年3月、2年前に導入された通信法及び刑事訴訟法の関連規定が連邦憲法裁判所の違憲判決によって一部無効となった。さらに、4月のギリシャ財政破綻問題ではドイツが多額の財政支援を行わなくてはならなくなったこともあり、支持率が40%台まで急落した。
2011年3月11日に発生した東日本大震災に伴う福島第一原子力発電所の事故により、ドイツ国内でも脱原発の機運が上昇。原子力発電推進派として稼働年数を延長する政策を採ってきたメルケルも、この動きを見て3月14日に計画の凍結を表明した。しかし、ドイツ国内の原子力発電所不信は拡大していき、地方議会選挙で緑の党が躍進するなど与党が相次いで敗北。5月30日には「2022年までに国内17基すべての原発を閉鎖する」という方針を示し、新たなエネルギー政策へと舵を切った。

### 首相3期目

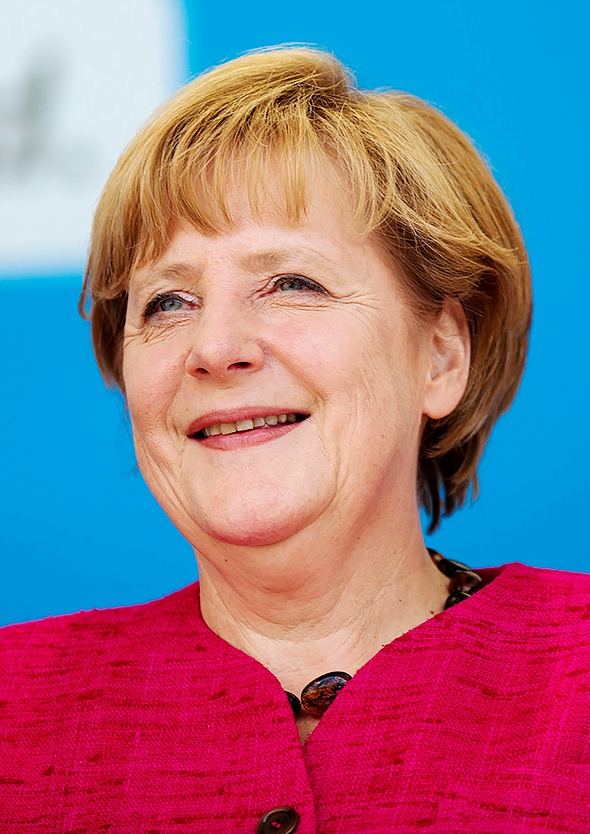
首相3期目（2013年）

2013年9月22日に行われた総選挙では、CDUは議席を伸ばし第1党の座を維持したものの過半数にはわずかに届かなかった。一方で、支持が低迷していた連立相手のFDPは惨敗し、全議席を失ってしまった。このため、CDUとSPDで3か月にわたる協議の末再び大連立を組むことになり、12月17日に第3次メルケル内閣が発足した。メルケルの公約通りであれば、首相としては最後の任期となる。
2014年4月8日、EUデータ保存指令について欧州司法裁判所が違憲判決を下した。同年9月15日現在、マルウェア問題が取りざたされている。同年6月にドイツ政府はベライゾン・コミュニケーションズと結んでいた契約の破棄を発表している。首相の携帯電話などを盗聴していた米国家安全保障局の要求に応じ、ベライゾンは顧客の通話履歴など膨大なデータを提供していたとされている。しかし、アメリカ合衆国連邦政府の干渉は依然として続いている。
2015年には100万人を超える難民のドイツへの移入の許可を行った。そして同年12月、通信事業者に対する通信履歴保存義務が再導入された。この件には二度も違憲判決が下っているにもかかわらずである。ドイツは、少なくともヴァイマル共和政時代から電気通信事業にゼネラル・エレクトリックなどのアメリカ資本が大量導入された歴史をもっている。2016年1月にはケルン大晦日集団性暴行事件を受けて、難民の受け入れに反対する女性たちによる抗議運動が起こった。

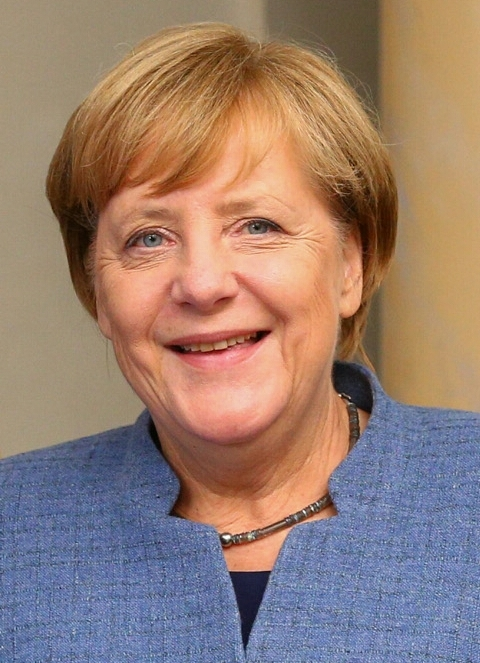
首相4期目（2017年）

### 首相4期目
2017年9月24日に行われた総選挙ではCDUは246議席を獲得して第1党を維持したが改選前より大きく議席を減らした。また極右政党「ドイツのための選択肢」(AfD)の台頭を許したことから、「2015年の難民受け入れによる結果である」と批判された。過半数に届かず連立協議が開始されたが難航したため、メルケル政権は「権勢を落とした」「レームダック化」したと広く報道された。2018年3月になって、ようやくSPDが党員投票を経て再び連立政権に入ることとなり、3月14日に第4次メルケル内閣が発足した。しかし、同年10月14日のバイエルン州と10月28日のヘッセン州での州議会議員選挙でCDUは苦戦を強いられ連敗。10月29日にメルケルはCDUの会合にて、首相職を任期限りで退き政界からも引退する意向を表明した。2019年6月18日、ウクライナのゼレンスキー大統領を迎える屋外の式典で発作が起き、30℃近い気温だった為「水分不足だった」とコメントしている。同月28日、大阪市で行われるG20首脳会議に出席のため来日。7月10日にもまた、フィンランドのリンネ首相をベルリンに迎える式典で発作が起きた。
2020年には新型コロナウイルス感染症の流行への対応が評価され、支持率は一転回復。メルケルが科学者であったことが役に立ったとも指摘された。ただ2021年になると与党CDUでメルケルの後継党首となったアルミン・ラシェットが2021年ヨーロッパ洪水の被災地で談笑する姿が批判を浴びたことなどから、与党支持率が過去最低まで下落した。結果的に同年の総選挙ではCDUは敗北し、メルケルの退任とともに野党に転落することになった。

## 人物

### 家族

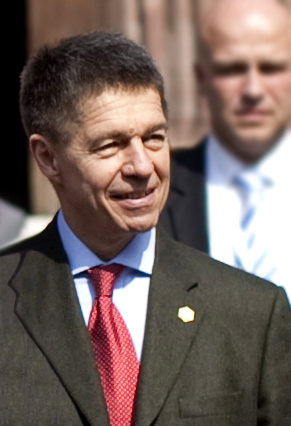
メルケルの夫ヨアヒム・ザウアー

今の夫はフンボルト大学ベルリン教授で量子化学者のヨアヒム・ザウアー。ザウアーは2005年のメルケルの首相就任に際しても公の場に現れなかったため、彼がリヒャルト・ワーグナーを好んでいることにかけて「オペラ座の怪人」(Das Phantom der Oper) とあだ名された。2007年のハイリゲンダム・サミットには姿を現し、首脳伴侶の行事に黒一点参加した。

### 尊敬する人物
エカチェリーナ2世を尊敬しており、オフィスに彼女の絵が飾られている。

### 衣装に関するエピソード
2006年4月、休暇先で水着に着替えている後ろ姿の写真を撮らされイギリスの大衆紙『ザ・サン』などに掲載された。2008年4月には訪問先のノルウェーでオペラ鑑賞した際豊満な乳房を大胆に露出した衣装をまとい話題となった。2009年の総選挙ではこの時の衣装を選挙ポスターに使う候補者も存在した。

### 各国首脳とのエピソード

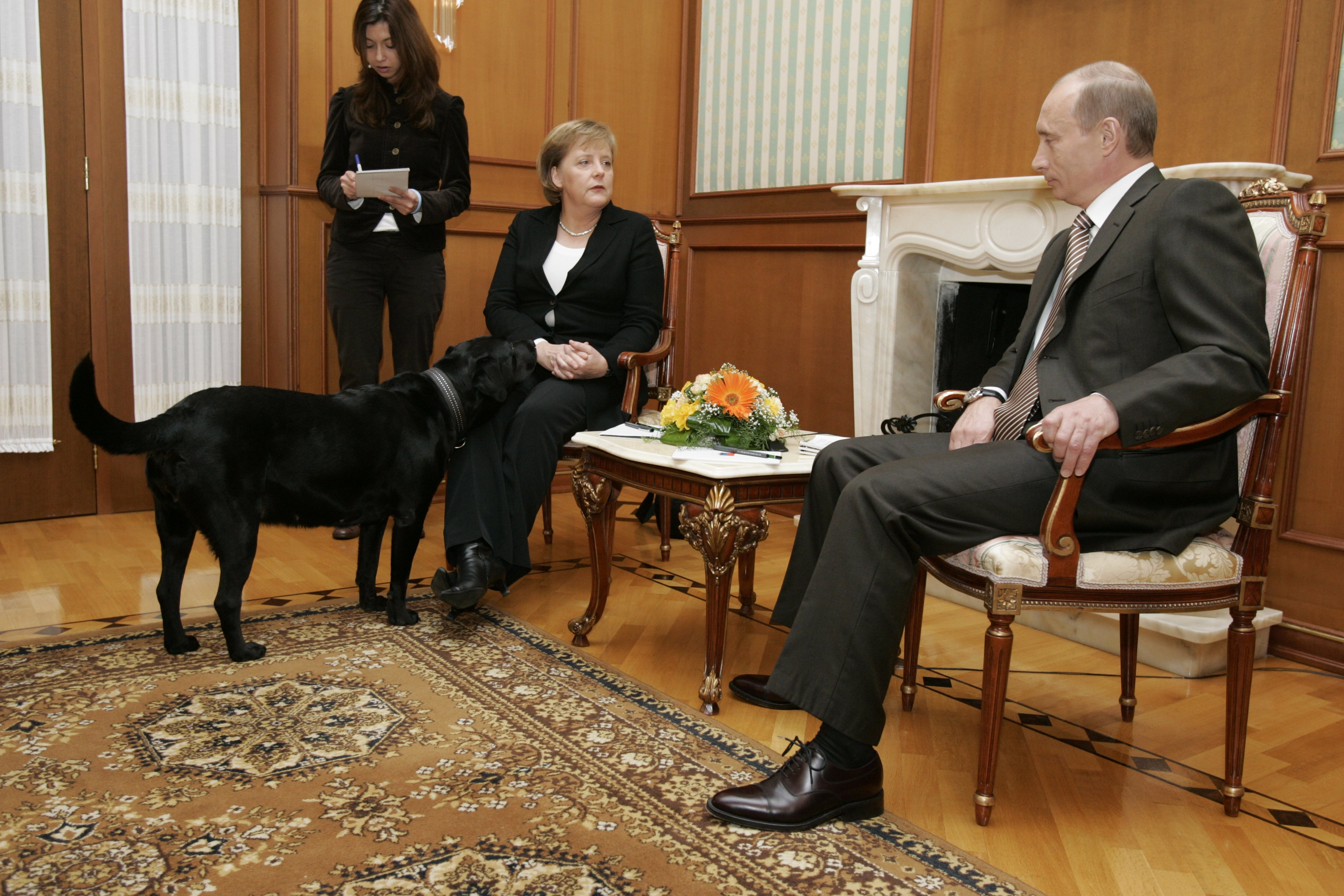
ロシアのウラジーミル・プーチン大統領と。

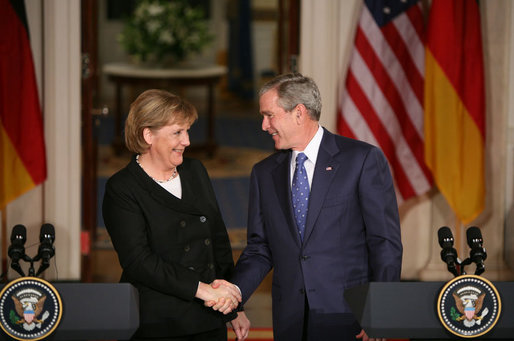
アメリカのジョージ・W・ブッシュ大統領と。2007年1月ホワイトハウスにて。

少女時代に犬に噛まれたことがある。2007年にソチでロシアのウラジーミル・プーチン大統領と会談中、プーチンの愛犬コニーが乱入して彼女の足下に座った。プーチンによれば悪気はなかったが、後に彼女が犬が苦手だと知ってメルケルに謝罪の言葉を入れている。
同年のハイリゲンダム・サミットでは、アメリカのジョージ・W・ブッシュ大統領に肩を触れられた際、驚いて肩をいからせるリアクションを取った（アメリカでは面識のある異性の肩に手をかける行為は親しみの表現として容認されている）。
2014年3月、習近平国家主席と会談した際、古地図を贈った。この地図は、宣教師がもたらした情報を元に描かれたもので、1735年時点での清朝の支配域を示している。新疆・チベット・内モンゴル・南シナ海・尖閣諸島は、清朝の領域外となっている。しかし、中華人民共和国の新華社は、地図をすげ替え、贈呈されたものとは違う古地図を掲載し、報じた。

### サッカー
かなりのサッカー好きであり「ドイツ代表12番目の選手」を自認している。自国開催となった2006 FIFAワールドカップでは全試合をスタジアムで観戦している。2008年のUEFA欧州選手権でもオーストリアまで駆けつけて観戦したことから、「本職を疎かにしている」と野党から批判されたこともある。またクロアチア戦でファウルで退場処分となった、バスティアン・シュヴァインシュタイガーを次の試合の観戦に同席させ説教をしたこともある。
2010 FIFAワールドカップではG20会場でデビッド・キャメロン英首相とドイツ対イングランド戦をテレビ観戦。その際、イングランド代表のゴールがノーゴールと見なされた、いわゆる「世紀の誤審」と呼ばれるゴールに際しては、「明らかにゴール。ごめんなさい」とキャメロン首相に言葉をかけた。準々決勝のドイツ対アルゼンチン戦では、急遽ケープタウンに駆けつけてジェイコブ・ズマ南アフリカ大統領とともに観戦した。
2014 FIFAワールドカップではドイツ代表の初戦の対ポルトガル戦を観戦しに現地に赴いた。これには政府専用機を使用するなど、多額の費用が掛かったために野党から批判された。ドイツ代表が決勝に進むと来賓としてガウク大統領と伴に再び観戦に赴き、優勝に立ち会った。このときには勝利に沸く選手らを労うためにロッカールームを訪れ選手らの自分撮りに応じている。
なお、メルケルがスタジアム観戦した12試合の成績は11勝1敗であり「勝利の女神」とも。

## 表彰
- ヘブライ大学、ライプツィヒ大学、ブロツワフ大学から名誉博士号。
- 2008年1月、ドイツ連邦共和国功労勲章大十字章受章。2023年4月に同勲章特装大十字章受賞[42]。その他イタリア共和国功労勲章大十字章など、国外からの叙勲多数。2008年にはアーヘン市からカール賞を贈られた。
- 2006年以降、政界引退まで14回にわたり『フォーブス』誌上で「世界で最も影響力のある女性」に選ばれている（2010年は4位。それ以外は1位。表彰ではない）。[43]
- 米タイム誌の2015年度パーソン・オブ・ザ・イヤーに選ばれる[44]。

## 評価
メルケルはドイツの最初の女性首相であり、その容貌から支持者からは親しみを込めて「ムティ（お母さん）」と言われていた。
「欧州の病人」と呼ばれるほど東西ドイツ統一の後遺症に苦しんでいたドイツ経済を、奇跡的な復活に導いた。失業率は就任当初の10%から10年間で半減し、高齢化に備えた厳しい財政再建では2014年に財政収支の黒字化に成功した。危機管理能力が高く、EU憲法（リスボン条約）制定、ユーロ危機、クリミア危機では、自らは強く主張せずに利害当事者の顔を立てながら妥協点を見いだす交渉の才能を発揮した。朝日新聞は社説で「現実主義と多国間協調の政治姿勢で、ドイツ政治のみならず欧州、ひいては自由主義世界をリードする存在である」と評価している。
人権と経済のバランスを重視し、ユーロ圏に緊縮を迫った一方、欧州難民危機では受入れに積極的だった。対中国でも日本では親中とされることも多いが、実際には人権重視の姿勢で臨み、最初の3回の訪中では人権の重要性を説いた。2007年9月にはチベット仏教の最高指導者ダライ・ラマ14世をベルリンの首相府に招き、会談したことで中国が激怒し、独中関係は半年間断絶した。
一方、ビジョンがなく、それが格差拡大やインフラへの公共投資不足、EU改革先延ばしに繋がったという指摘もある。

### 支持率
イラク戦争をめぐって関係が悪化していたアメリカとの関係を修復した外交手腕をはじめ、ギリシャなどへ求めた緊縮策や構造改革についてもドイツ国民の高い支持を受けた。
しかし、議論を生んだ2015年欧州難民危機や移民対応などで支持率が低迷。2020年、新型コロナウイルス感染症（COVID-19）対策などの高い評価によって、与党支持率は政権発足当初の水準まで回復した。
ところが、2021年に入り、再び新型コロナウイルスの感染拡大に見舞われると、ワクチン接種の遅れなどもあって与党支持率が政権発足以降最低に落ち込み、一時は緑の党に支持率を逆転された。もっとも、緑の党の支持率は、党首の学歴詐称や著作の盗作疑惑で急落した。
メルケル退任後の選挙は混戦の末、CDUはSPD（ドイツ社会民主党）に政権交代を許した。
21年8月の調査では、「メルケル氏は総じて良い首相だったか」との問いに、実に75％が「良かった」と回答している。

## 批判

### 緊縮財政を強要
メルケルはユーロ圏に緊縮財政政策を要求した。ギリシャやその他南欧諸国への緊縮要求はその典型である。
2015年7月に、トマ・ピケティらがメルケルに公開書簡を出し、ドイツがギリシャに強いる緊縮財政を停止するよう求めた。だがメルケルはピケティらの要請には応じなかった。
メルケルは、失業率25%のギリシャに対して、更なる緊縮財政と500億ユーロ相当のギリシャ国有資産の売却民営化を含めた構造改革をするように命じ、それらの政策は特別なことではないとまで述べた。
国際通貨基金は、ギリシャには債務減免が必要だとしていたが、メルケルは応じなかった。
連立を組むドイツ社会民主党の党首ジグマール・ガブリエルは、日頃からメルケルに緊縮財政をフランスに押し付けないように助言していた。メルケルがフランスに緊縮財政を強要した結果、極右政党の国民戦線が台頭するようになったと、ガブリエルは述べている。
メルケルに限らず、ドイツ国民一般に財政均衡主義の傾向があると言われる。平均的ドイツ人にとって、浪費は罪深いことで債務返済は道徳的義務なのだとされる。
ノーベル賞受賞者ポール・クルーグマンは、ドイツは他国にモラルを押し付け、緊縮財政を強要する傾向があると述べる。
実際には、11年～13年にはGDP比で4％相当の財政緊縮が実施され、景気が悪化したが、14年以降は景気が回復、拡大する中で、財政収支も改善。構造的収支の改善が全体の財政収支の改善に大きな役割を果たした。懸念された財政緊縮や構造改革によるデフレ圧力は、欧州中央銀行(ECB)の金融緩和によって軽減された。

### 移民・難民問題
2010年、メルケルはキリスト教民主同盟（CDU）党の若いメンバーの会議で多文化社会はドイツでは完全に失敗したと発言をした。それぞれの集団が「対等な立場で」扱われるべきだという考え方である多文化社会ではなく、移民はドイツの価値観や文化と統合していく必要があるというこの保守的な発言は、移民の規模、イスラム教徒のどの程度のドイツ社会への統合なのか、ドイツ文化への影響について、ドイツ国内で激しい議論が巻き起こった。
2015年に起こった2015年欧州難民危機においては紛争や政情が不安定などの理由で北アフリカや中東などから大量の難民が地中海やヨーロッパ南東部を経由してEUへと押し寄せた。当初EU政府はイタリアが単独で行っていた移民船救助作戦（Operation Mare Nostrum）への財政的支出を拒んでいたが、2015年4月の難民を乗せた5隻の船が地中海に沈み1200名の犠牲を出した事で世論が変わり対応を迫られた。大量の難民が財政が厳しいギリシャやマケドニア、イタリアなどに劣悪な環境で滞留するなどし、ドイツはEUの指導的立場にある国としてこの未曾有の人道的危機への対応を迫られた。これに対してメルケルはEU諸国への「必須の連帯メカニズム」として他の危機的な状況に陥っているEU諸国から他の国へ難民を移動させる解決策を支持し、ドイツは110万人近くの難民の受け入れを行った。これらの対応についてドイツ国内では当初歓迎する雰囲気があったがすぐに雰囲気も消えた。メルケルも同年の年末には難民がEUへやってこないようにトルコと交渉に入り、2016年3月にはEUとトルコとの間で移民の流入抑制について合意した。なお日本国内ではこれらの事情とは別に反移民を主張する側からメルケルへの批判が起こり、難民の子供を揶揄したコンテンツがBBCで批判される事態にも陥った。
アンゲラ・メルケルはドイツで処理も出来ないほどの(多くの)移民・難民を歓迎し欧州に流入させておきながら、2016年3月にはドイツが欲しいと思わない移民をEUの他の加盟国が受け入れるべきと主張している。
2015年8月メルケルは多くの難民を歓迎しドイツに受け入れる方針を示した。メルケルは「ドイツは助けが必要な人を助けます。他人の尊厳に疑問を投げかける人や、法的・人的助けが求められる状況で援助に前向きでない人などを(ドイツは)容認しません」などと述べ、大規模の難民受け入れに積極的な姿勢を示す。それを聞きつけた難民・移民らが一斉にドイツを目指した。
そして8月下旬ドイツはダブリン規約を停止しシリアからの難民がドイツで難民申請できるようにした。ドイツ国内でも移民に反対する動きはあったが、「右翼の過激派とネオナチがヘイト・スピーチをしているのは本当に不愉快です」とメルケルは述べた。
多くのEU加盟国が難民の流入に拒否反応を示す中、ドイツだけは食料や衣類を難民に寄付し難民申請が終わるまでドイツに居住させることに賛成した。
ドイツ政府は2015年度9月上旬の段階で80万人もの難民を受け入れ、必要があればさらに受け入れるとする声明をだした。
「ドイツが多くの外国人にとって希望の国になっていることが嬉しいです。これは私たちの国の歴史観にとってとても価値あることです。」とメルケルは述べた。9月ベルリン郊外にある難民の家を訪れ、「この方達の社会統合は子どもを通じて行われるでしょう。子どもはドイツ語をすぐに習得しますから。そして多く(の難民)がドイツ語を学びたいと思うようになってほしいと思います。」などと述べた。
結局ドイツは2015年に約110万人もの難民を受け入れた。その難民の多くは北アフリカと中東出身だった。その大晦日ケルンで集団性的暴行事件が発生し、ドイツの多くの若い女性が被害にあった。
2016年1月下旬の段階で既に900件近い被害届が出されており、そのうち約400件は性的暴行の被害届である。
2月にトランプ米大統領は移民に関してメルケルが非常に大きな過ちを犯したと述べた。もし移民問題が直ちに賢明にそして全力で処理されなければ、欧州は想像できないほどの大惨事となるだろうとトランプは警告した。
トランプによる警告から約2週間後、難民13万人の所在がわからなくなっていることをドイツ政府が認めた。
行方不明となっている難民申請者のなかにイスラム過激主義者や犯罪組織の者が含まれている恐れがあり、どこかに不法潜伏している可能性がある
。
メルケルは表向きは国境開放政策を唱え続けているが閣内は移民流入を遮断する方向に舵を切り始めた。
デメジエール内相が国境閉鎖の計画を練るよう官僚に指示し、ガブリエル外相・経済相は国境閉鎖した場合の経済への影響を精査するよう要請した。
3月にメルケルは移民がドイツに来て難民申請するのを許可しない方針を示した。メルケルは「移民はギリシャで登録した後にEU加盟国に分配されなくてはならない。EUの特定の国で治外法権の聖域を取得したいなどと言う権利は難民には無い」と述べた。そして難民・移民問題を解決するためにトルコに対しては大幅な譲歩を行い、シリアからの難民の世話をさせるためトルコに60億ユーロの資金提供を行った。加えてトルコのEU加盟を加速させるような譲歩も行った。トルコ国民はシェンゲン域内をビザ無しで移動できる権限を得ることになる。
2016年7月24日、ドイツ南部の都市ロイトリンゲンにて21歳のシリア難民がマチェテで女性1人を殺害しその他2名に傷害を負わせた。
メルケルは依然として、メルケル政権の難民受け入れ政策とテロリズムとはつながりが無いと主張している。

### 対ロシア融和政策
メルケルは自由主義陣営のリーダーと称賛されていたが、2022年ロシアのウクライナ侵攻が起こると対ロシア融和政策によってドイツと欧州を脆弱化させたとの批判を受けるようになった。2008年にウクライナなどが求めたNATOの早期加盟もフランスととともに反対した。ロシア軍が民間人を殺害したブチャの虐殺を受けてウクライナのゼレンスキー大統領（当時）は「メルケル氏とサルコジ氏をブチャに招待する。14年にわたる対ロシア譲歩政策の結果を見てほしい」と語った。ゼレンスキー大統領の発言を受けて、2022年4月4日「2008年のNATO首脳会議における自身の判断を現在も支持している」との声明を出した。
NATOはEUと同じく民主主義、個人の自由や法の支配が守られていることを加盟基準としているため、EUの加盟候補国にもなれないウクライナがNATO加入を承認されるのは現実的でなかった面もある。

## 著書
- 『わたしの信仰 キリスト者として行動する』 (原題：Daran glaube ich)
フォルカー・レージング編、松永美穂 訳、新教出版社 2018
- 『私の国とはつまり何なのか メルケル演説選集』(原題：Was also ist mein Land?)
藤田香織 訳、創元社 2022
- 『自由 回顧録』(原題：Freiheit)（上・下）
ベアーテ・バウマン共著、長谷川圭・柴田さとみ 訳、KADOKAWA 2025